# Araripina
Araripina là một đô thị thuộc bang Pernambuco, Brasil. Đô thị này có diện tích 1847 km², dân số năm 2007 là 76598 người, mật độ 41,47 người/km².